# Часник круглоголовий
Часник круглоголовий, цибуля круглоголова (Allium sphaerocephalon) — вид рослин родини Амарилісові (Amaryllidaceae). Вид поширений в Європі (крім півночі), Північній Африці та Західній Азії.
Етимологія: дав.-гр. σφαιρα — «куля, сфера», лат. o — сполучна голосна, κεφαλη — «голова».

## Опис

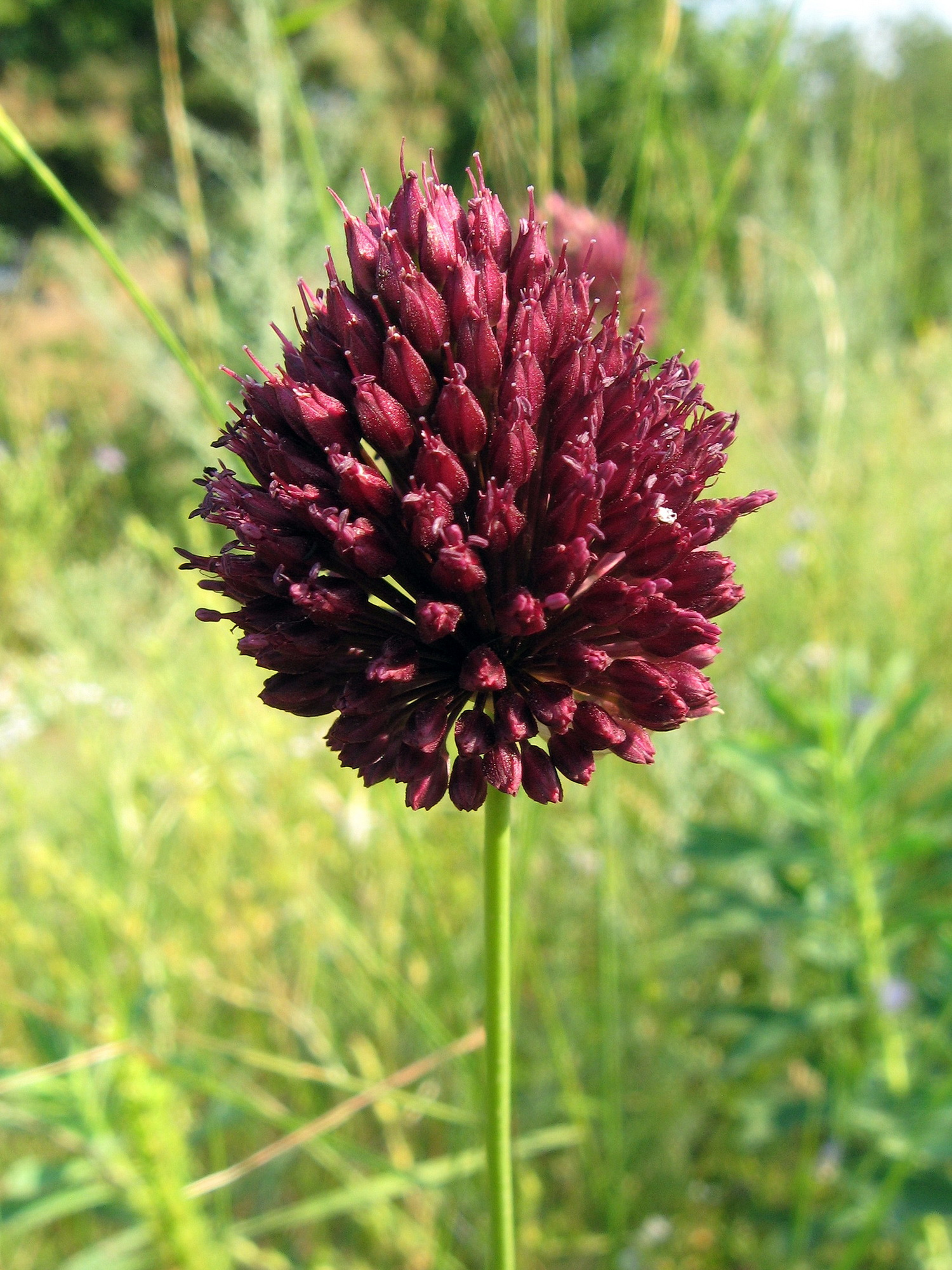

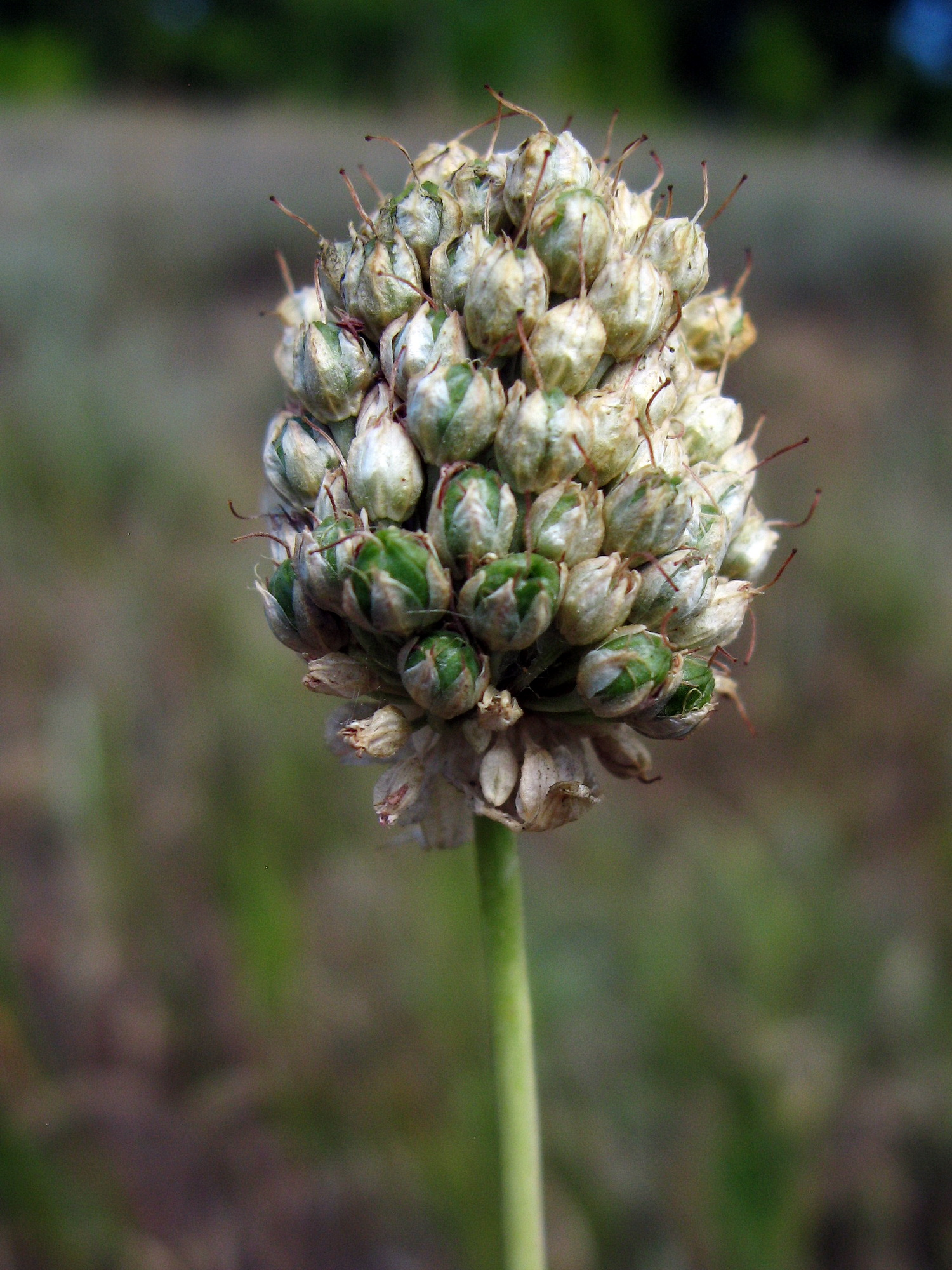

Багаторічна трав'яниста цибулинна рослина заввишки 30—90 см. Цибулини яйцеподібні або кулясто-яйцеподібні, діаметром 0,7— 2(3,5) см, з буруватими розколотими зовнішніми і білуватими внутрішніми оболонками, між якими здебільшого знаходяться дрібні, жовтуваті, гладенькі, блискучі придаткові цибулинки з ніжками. Квіткове стебло довге, борознисте, до третини або майже до середини обгорнуте піхвами листків. Листків 2—4(6), вони значно коротші від стебла, вузькі (завширшки 1–4 мм), порожнисті, півциліндричні, зверху жолобчасті, коло верхівки циліндричні, гладенькі, рідко по краю шорсткі.
Покривало перетинчасте, білувате, опадне, з одного-двох яйцеподібних, коротко-загострених листочків, довших від квітконіжки, у 2—2,5 рази коротше від суцвіття. Суцвіття (1)1,5–4(4.5) × (1,5)2–4 см, зонтикоподібні — сферичні (кулясті), рідше еліптичні або яйцеподібні, багатоквіткові, щільні. Квітконіжки внутрішніх квіток приблизно в 3 рази довші від оцвітини, прямостоячі, зовнішні часто не довші від квіток і звичайно звислі.     Оцвітина 4—5 мм завдовжки, неопадна, віночкоподібна, яйцеподібно-дзвоникувата, здебільшого темно-пурпурова або червоно-фіолетова, рідко ясно-пурпурова, з шістьма листочками. Листочки оцвітини яйцеподібно-еліптичні або довгасті (завдовжки до 4 мм), з більш темною жилкою. Листочки  неоднакові: зовнішні з більш-менш шорстким кілем та вістрям на верхівці, коротші і вужчі ніж внутрішні тупі. Тичинки і стовпчик виставляються з оцвітини. Тичинок шість, із зрослими при основі та оцвітиною нитками. Пиляки прикріплені до ниток спинками. Нитки зовнішніх тичинок шилоподібні, внутрішніх — дуже розширені, на верхівці з трьома вузькими зубцями, з яких середній, що несе пиляк, довший від бокових або майже однакової з ним довжини і 1,5—2 рази коротший від нероздільної частини нитки. Маточка із тригніздою зав'яззю, ниткоподібним стовпчиком і маленькою головчастою, злегка трилопатевою приймочкою; насінних зачатків у кожному гнізді по два. Плід — майже куляста, трилопатева коробочка, майже однакової довжини з оцвітиною, або трохи перевищує її, завдовжки 2,5—4,5 мм. Лопаті коробочки еліптичні, майже не виїмчасті, з хрящуватими зубчиками. Коробочка після дозрівання насіння розкривається гніздорозривно. Насіння 2,5—3,5 × 1,5—2 мм, чорне, гранчасте, зморшкувате. 2n = 32, 16.

## Життєвий цикл
У межах ареалу цвіте з травня по липень, в Україні — у червні—липні. Запилення здійснюється за допомогою комах (ентомофілія).
Плодоношення з другої половини липня по вересень. Насіння поширюється завдяки пружним плодоніжкам при поштовхах, тому за типом розселення діаспор рослину відносять до балістів. Мертві торішні суцвіття добре помітні в місцях зростання виду до літа наступного року. 

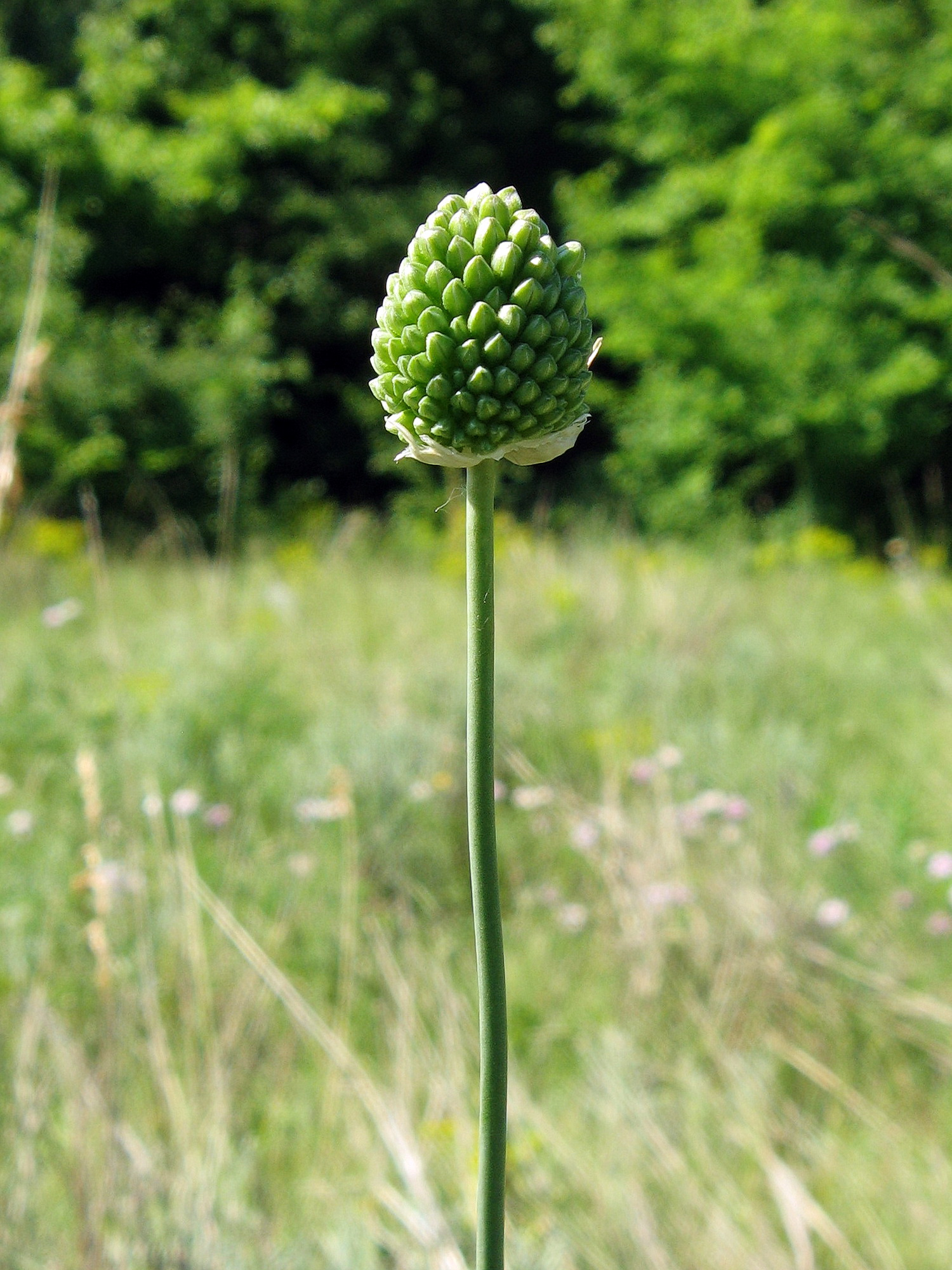
Початок цвітіння (утворення бутонів)
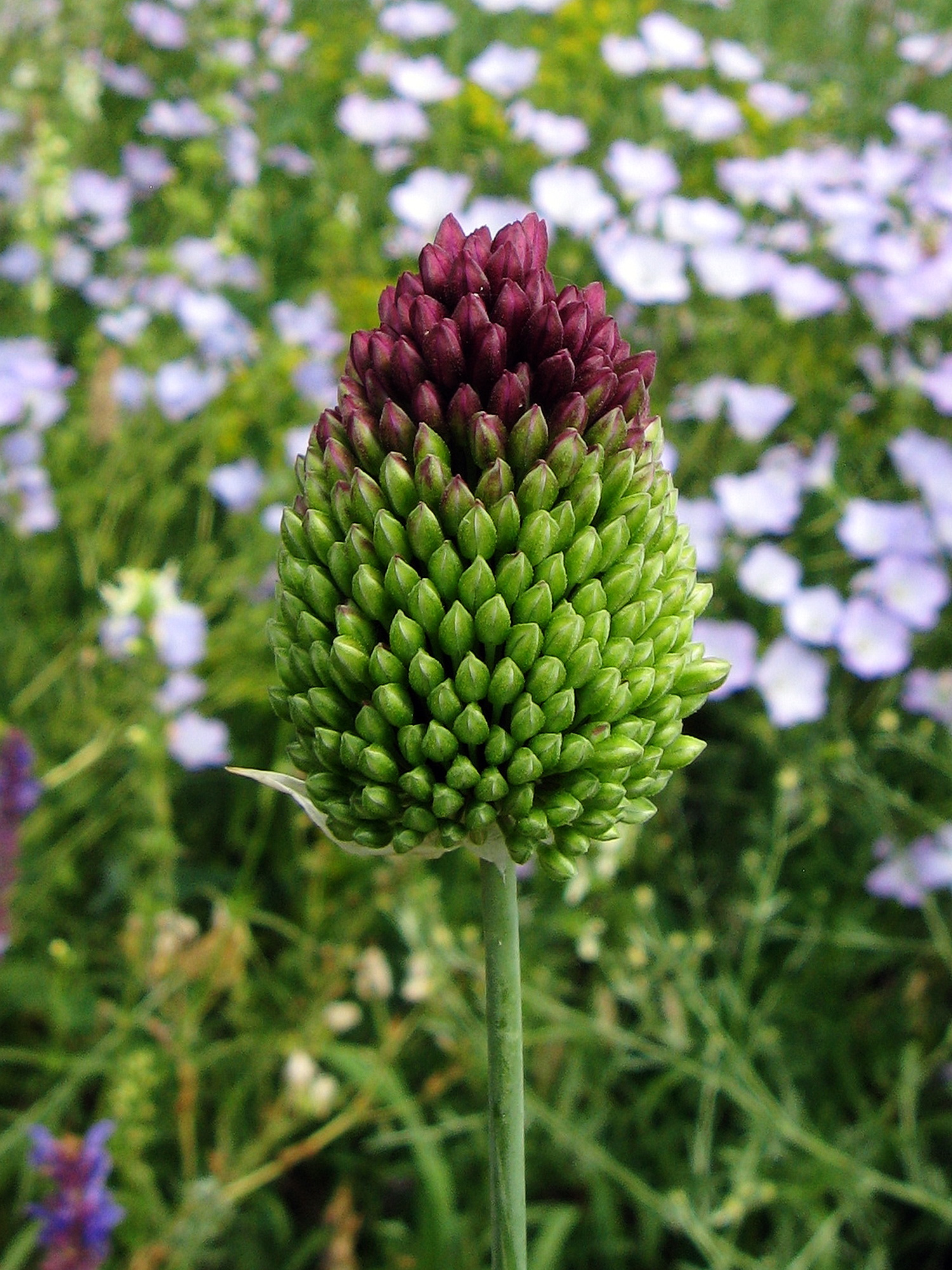
Початок забарвлення бутонів
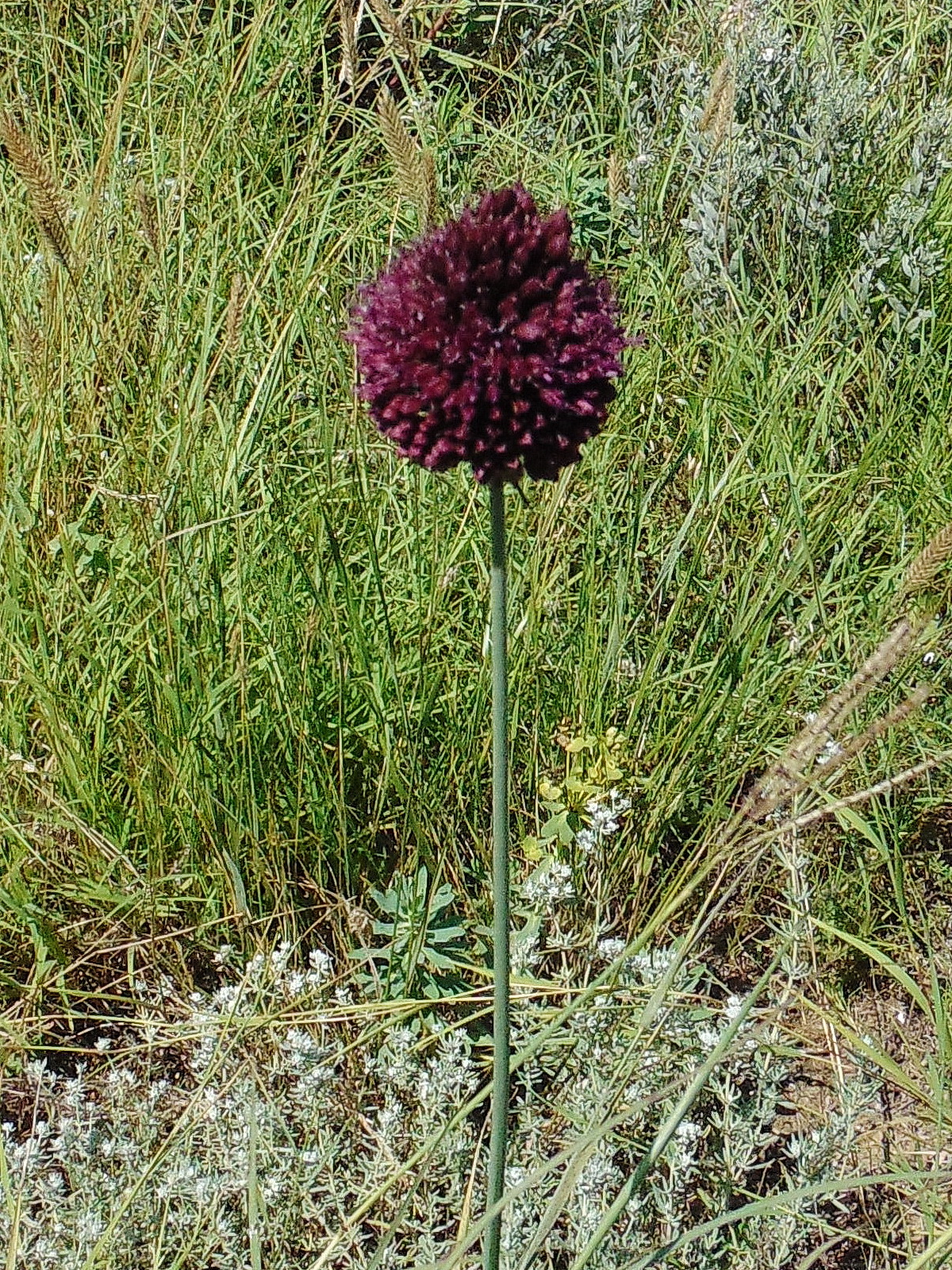
Масове цвітіння
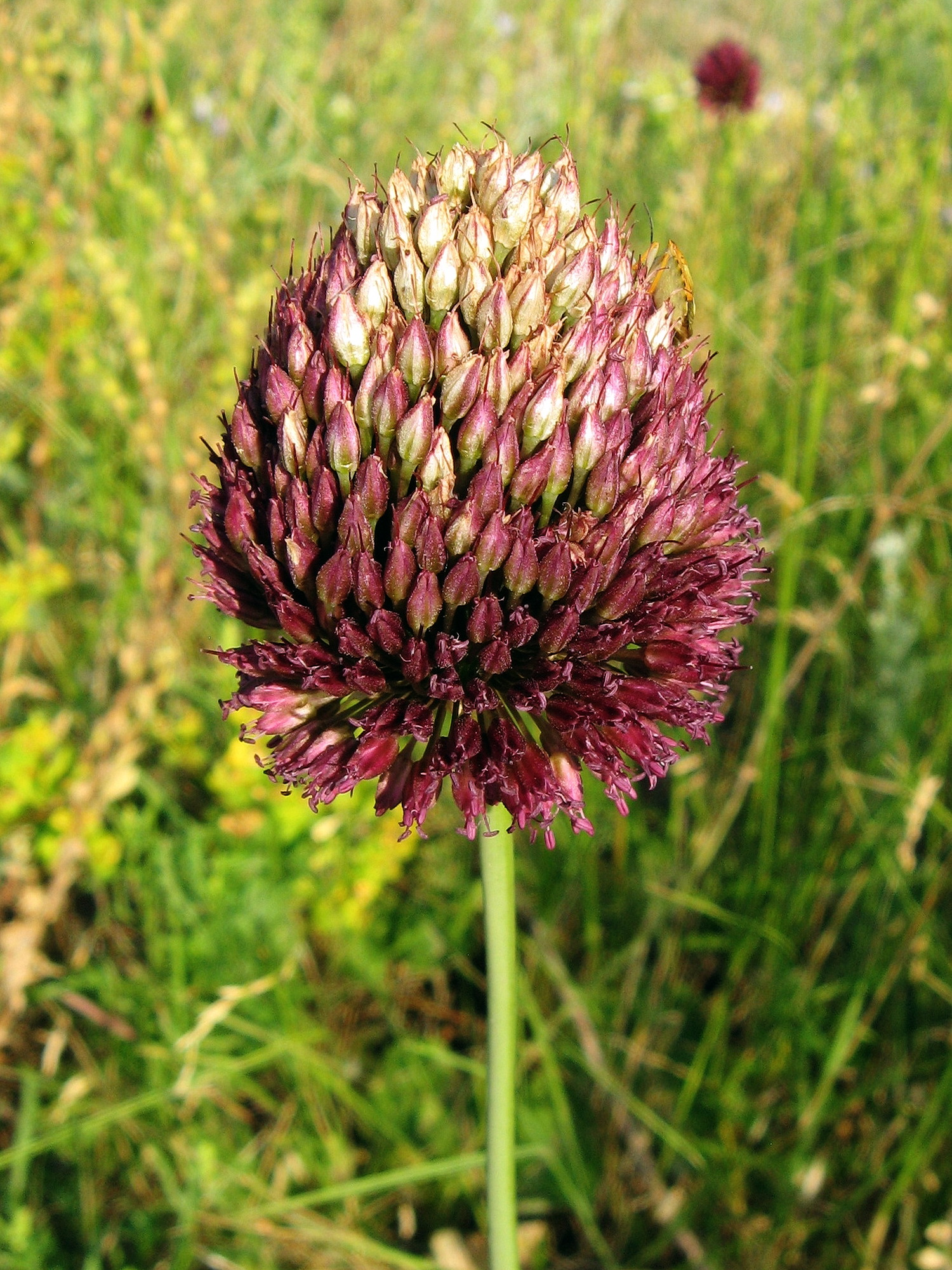
Кінець цвітіння
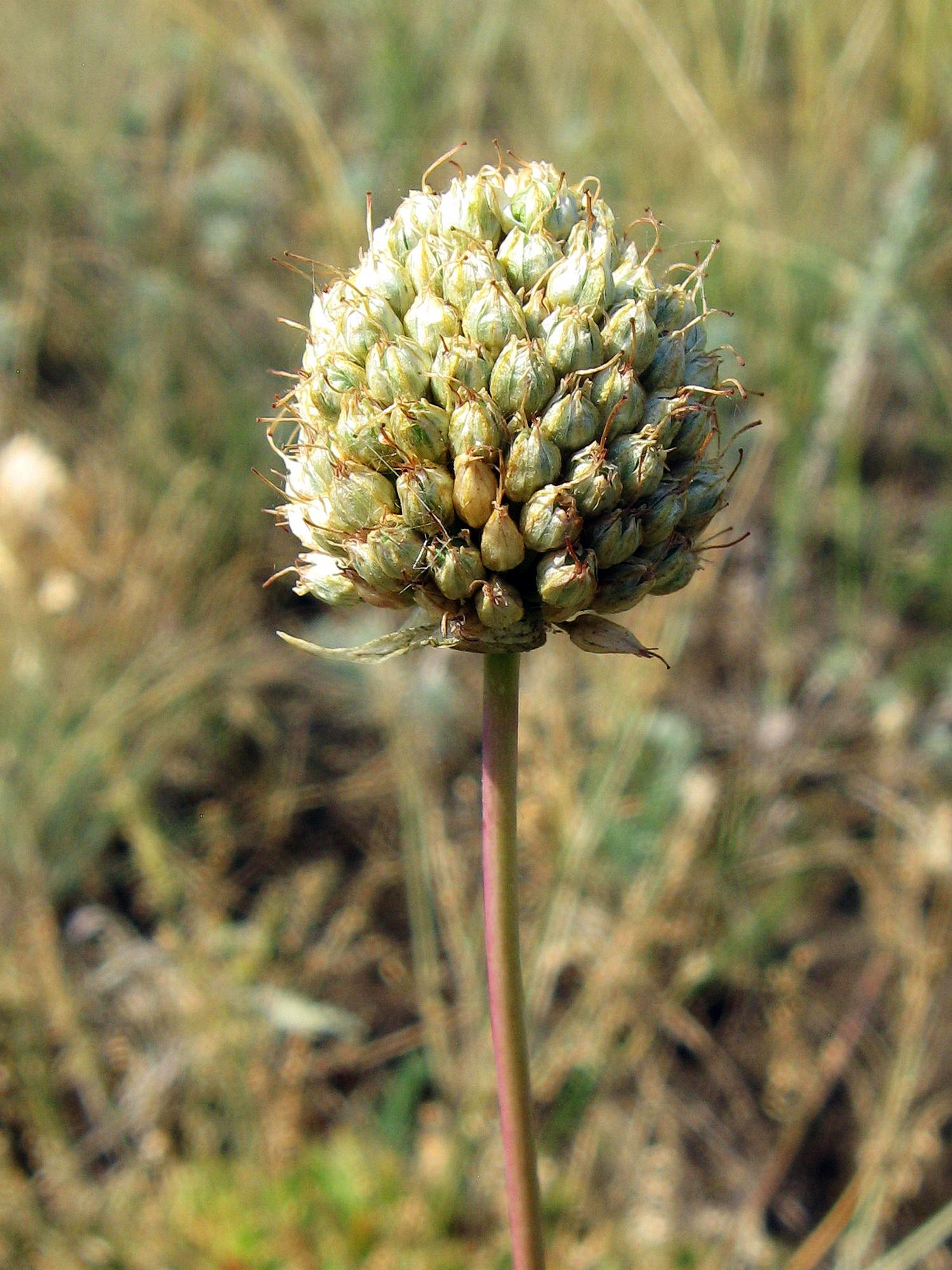
На стадії плодоношення
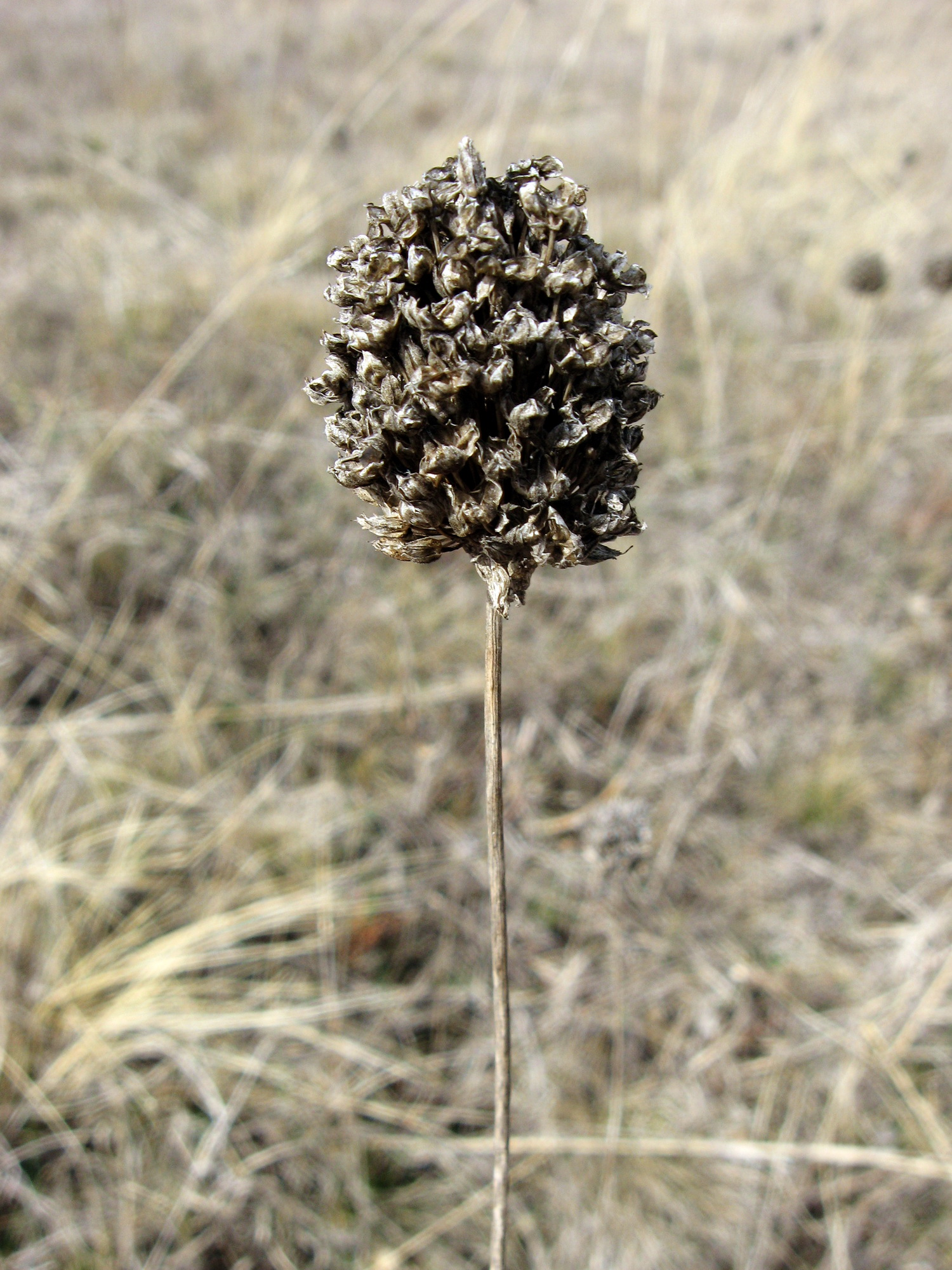
Торішні суцвіття (весна)

## Поширення

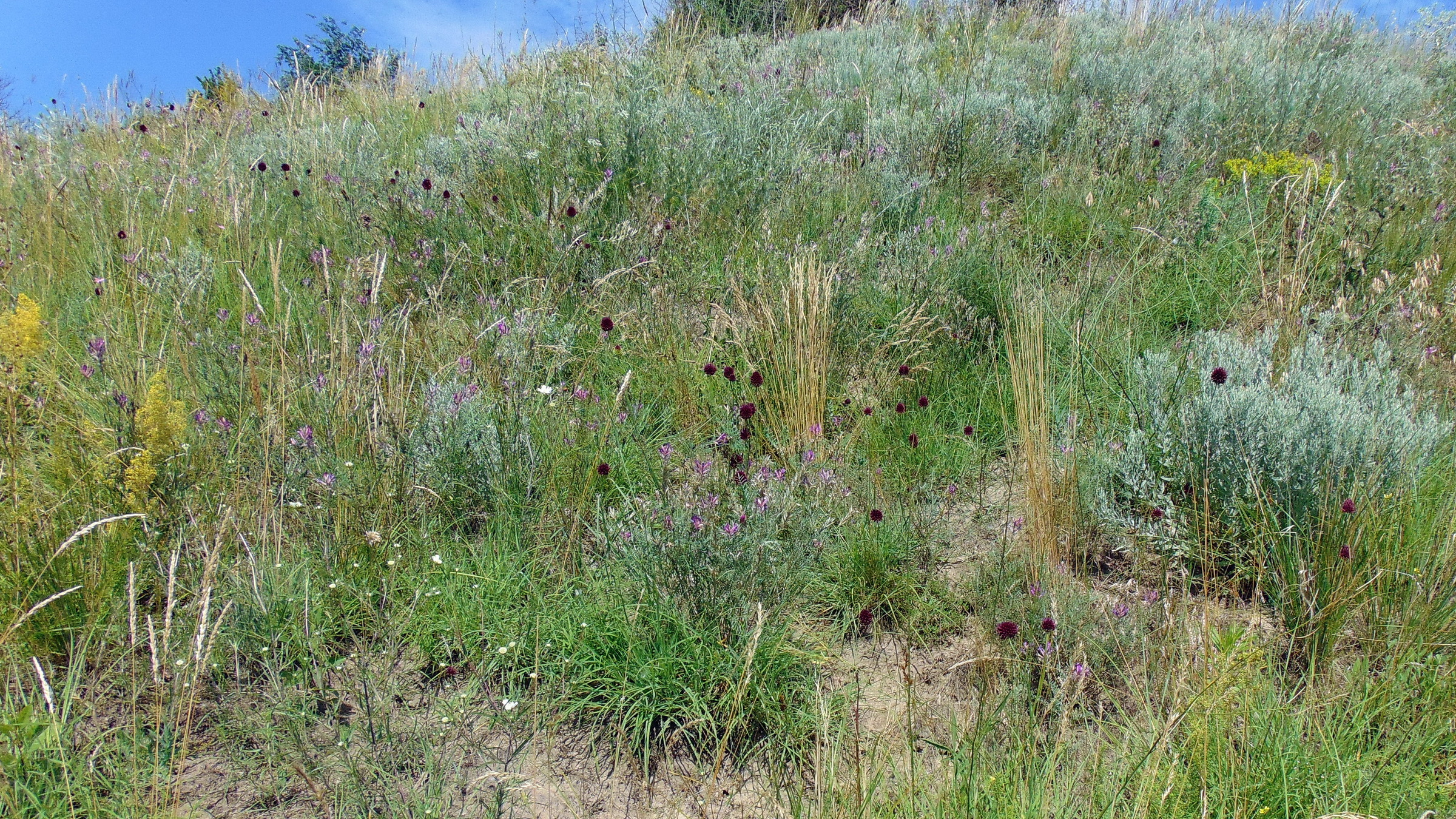
Серед придніпровського степу

Європа: Велика Британія (рідний або інтродукований вид); Франція (вкл. Корсика); Португалія; Гібралтар; Іспанія (вкл. Канарські острови); Бельгія; Німеччина; Австрія; Швейцарія; Італія (вкл. Сардинія, Сицилія); Греція; Кіпр; Чехія; Словаччина; Колишня Югославія; Албанія; Угорщина; Румунія; Болгарія; Білорусь; Україна; Російська Федерація (південь європейської частини); Кавказ. Західна Азія: Ліван; Сирія; Туреччина. Північна Африка: Алжир; Єгипет (північ); Марокко; Туніс. 
В Україні поширений в Закарпатті, Лісостепу, Степу і Криму; трапляється спорадично, місцями досить звичайний вид.

## Екологія

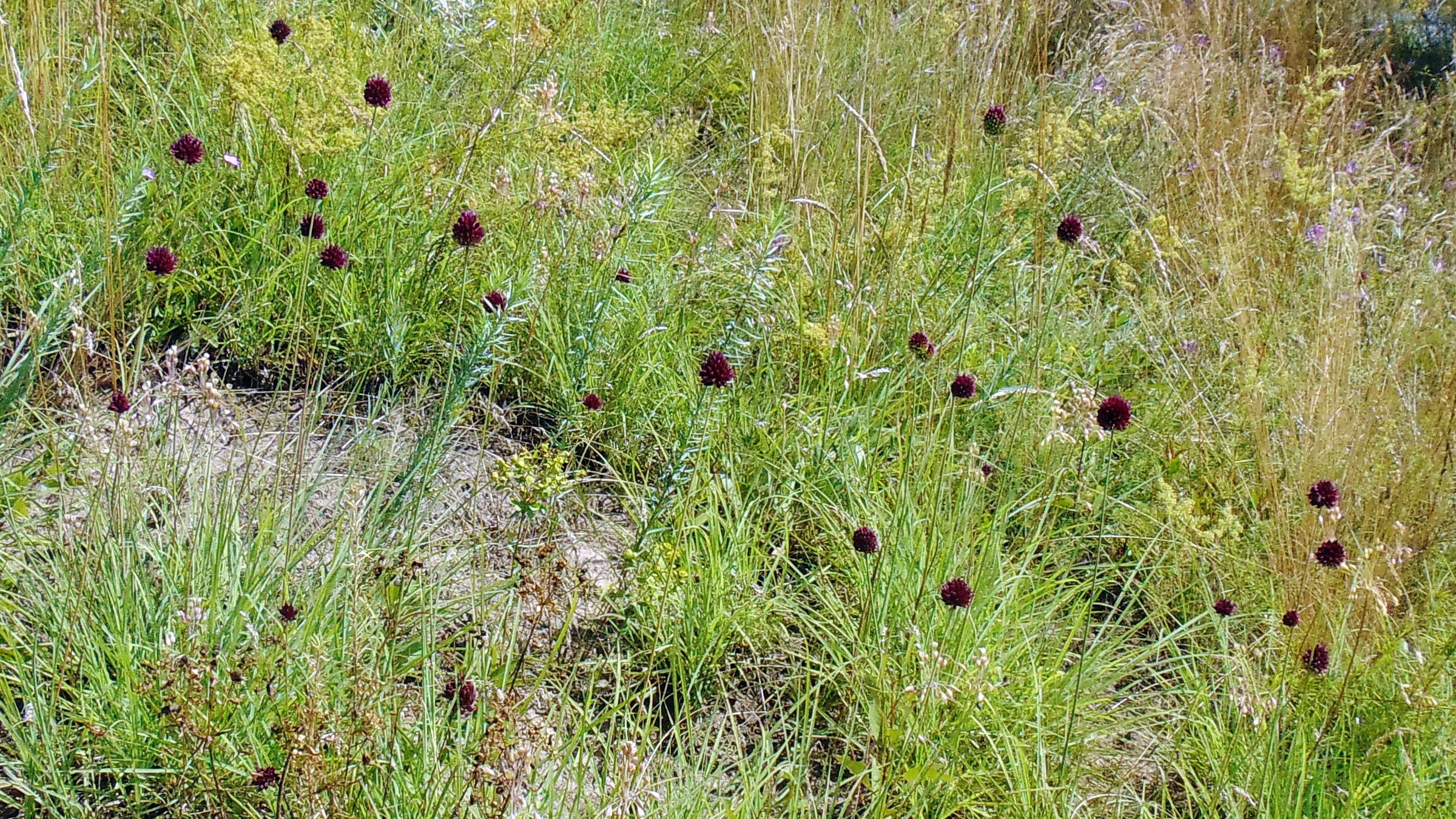
Ценопопуляція часнику круглоголового. Запорізька область

Часник круглоголовий — цибулинний, пучкокореневий, вегетативномалорухливий геофіт, за сезонним життєвим циклом належить до літньоквітучих ефемероїдів.
Рослина світло- (геліофіт) і теплолюбна (мегатерм — походить з субтропічного поясу), маловимоглива до умов зволоження (мезоксерофіт) і плодючості ґрунтів (олігомезотроф). 
За загальними (ценотичними) адаптаціями належить до рослин, пов'язаних переважно із степовими і сухолучними місцевостями (степант), частково — з відслоненнями гірських порід (петрофіт). 
У межах ареалу населяє степи, сухі луки, трав'янисті схили, скелясті ділянки, скелі, дюни, осипи, зарості, необроблені місця, лісові галявини на висотах 0—2350 м (до середнього поясу гір).
В Україні зростає в степах, на сухих луках, трав'янистих місцях, схилах, у чагарниках і рідкіх лісах, на пісках, іноді на крейдяних і гранітних відслоненнях, також як бур'ян на полях.
В умовах Запорізької області зустрічається переважно серед майже всіх варіантів степової рослинності (справжній, лучний, чагарниковий, петрофітний і галофітний степ), рідше на прилеглих суходільно-лучних і кам'янистих ділянках.

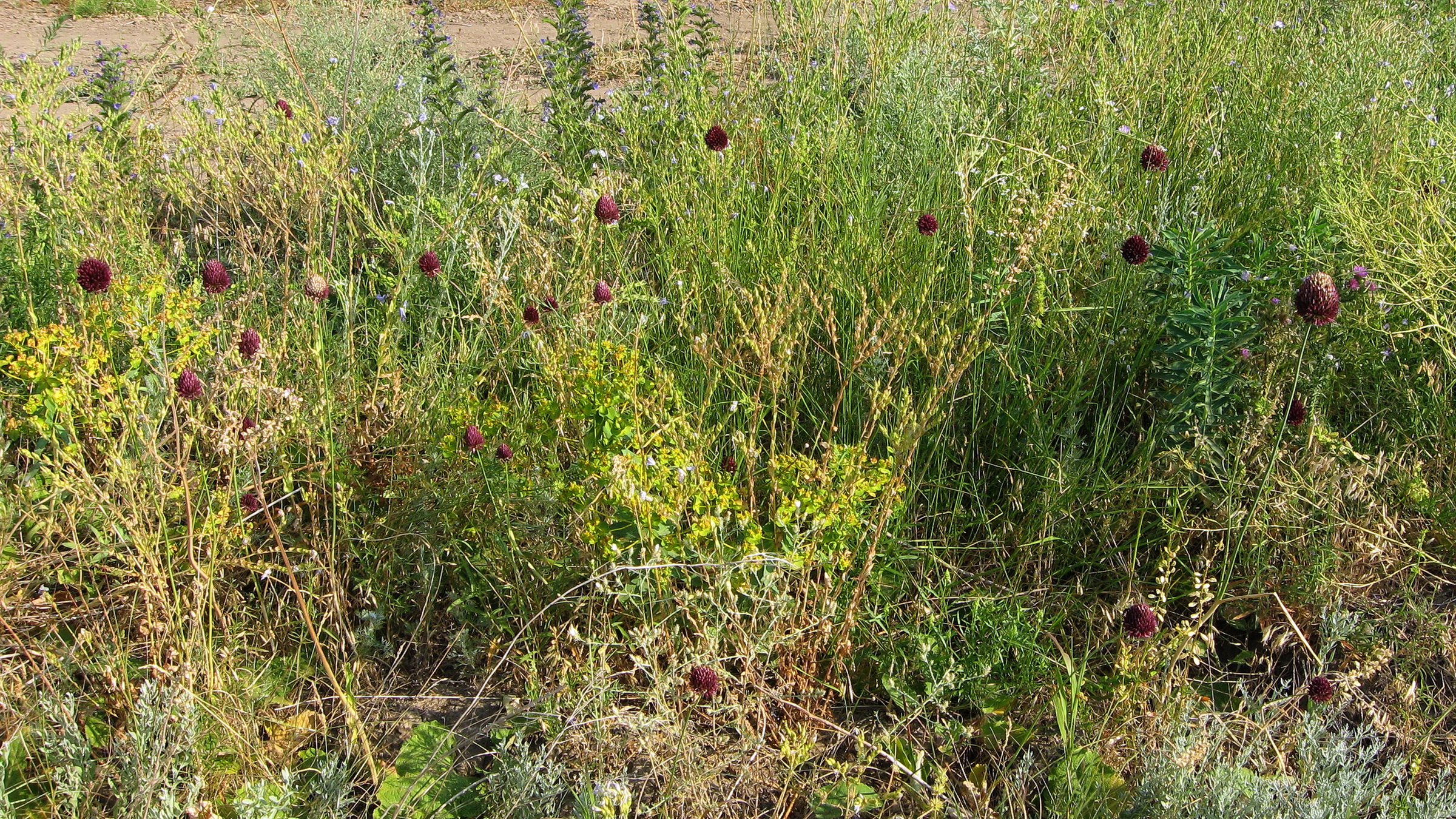
У ландшафтному заказнику «Верхів'я балки Канцерівська»

## Охорона
В Україні вид перебуває під охороною — його занесено до переліків регіонально рідкісних рослин  Дніпропетровської, Запорізької і Сумської областей.
Природні популяції виду скорочуються головним чином через руйнування місць зростання внаслідок розорювання і заліснення степів, надмірну рекреацію (місцями), а також збирання на букети та викопування для висадження на присадибних та дачних ділянках.
У Запорізькій області охороняється в Національному заповіднику «Хортиця», ландшафтному заказнику «Верхів'я балки Канцерівська» та ряді інших природно-заповідних об'єктів регіону.

## Практичне значення

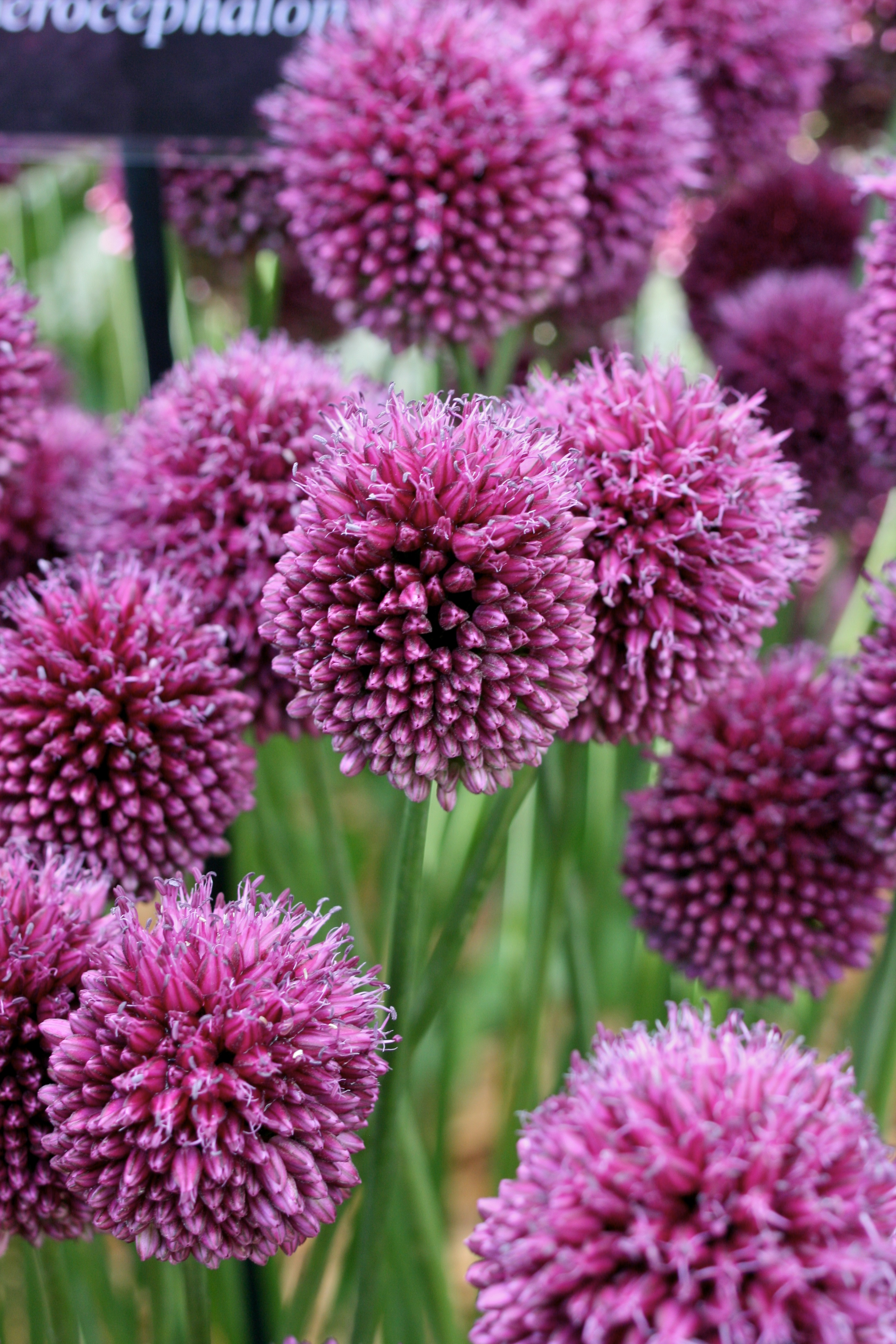
У Тетон-парку. Честер, Англія

Цибулина їстівна. Листя навесні також можна їсти сирими або вареними. Широко використовується в їжу на Кавказі. Сік використовується як засіб від молі, і, як кажуть, вся рослина відлякує комах і кротів, хоча квіти дуже привабливі для бджіл.
Рослина стійка до прямого сонця і має настільки ефектні суцвіття, що використовується в садівництві. Легко розмножується насінням і цибулинами.
Місцями, з'являючись у великих кількостях на сільськогосподарських полях та луках, стає злісним бур'яном.

## Близький вид

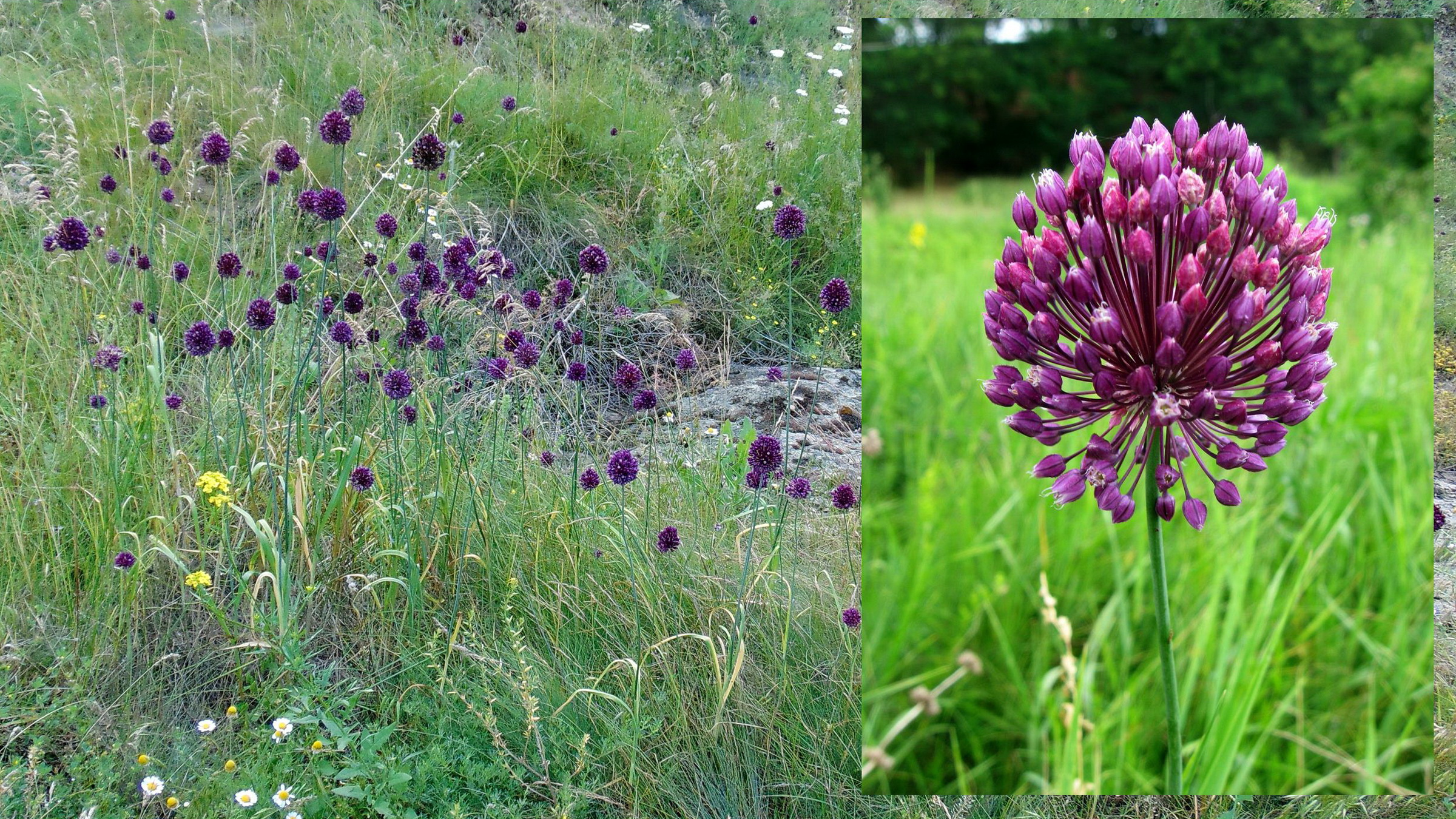
Цибуля кругла. Запорізька область

У польових умовах часник круглоголовий можна сплутати з часником круглим (Allium rotundum), сферичні суцвіття якого під час цвітіння мають таке ж саме пурпурове забарвлення. Але від першого виду його можна відрізнити за наступними ознаками: 1) на початку цвітіння у нього забарвлюються в пурпуровий колір майже всі бутони суцвіття (у часнику круглоголового спочатку забарвлюються верхні бутони); 2) суцвіття, особливо під час повного цвітіння, більш-менш рідке (нещільне); 3) квітконіжки квіток суцвіття в 2—5 рази довші від оцвітини; 4) пиляки тичинок не виставляються з оцвітини (ключова ознака). Крім того, часник круглий як мезофіт зростає переважно на луках і починає цвісти на 2—3 тижні раніше, ніж часник круглоголовий.

## Галерея
Запорізька область. Запоріжжя. Острів Хортиця

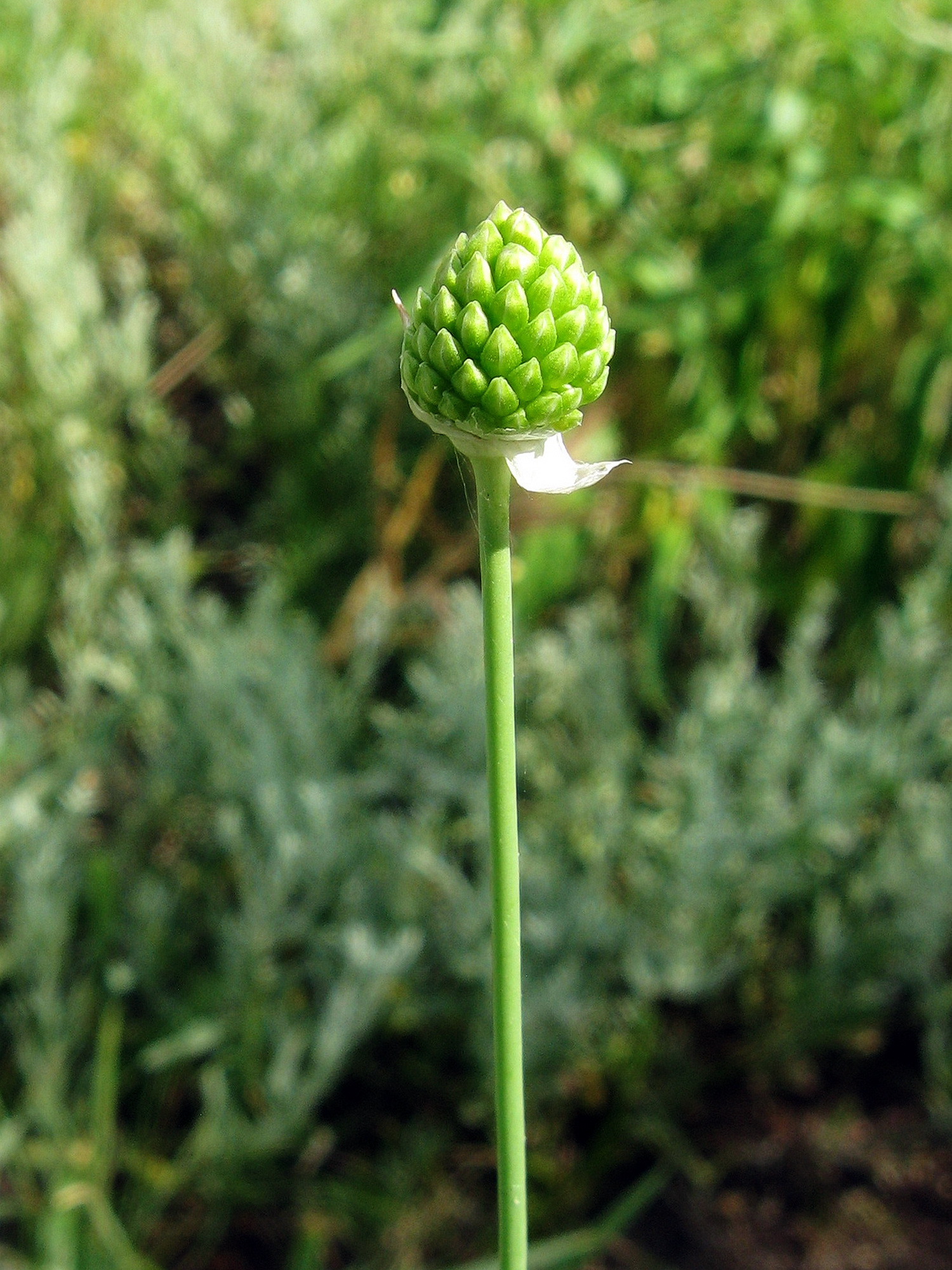
У долині р. Верхня Хортиця
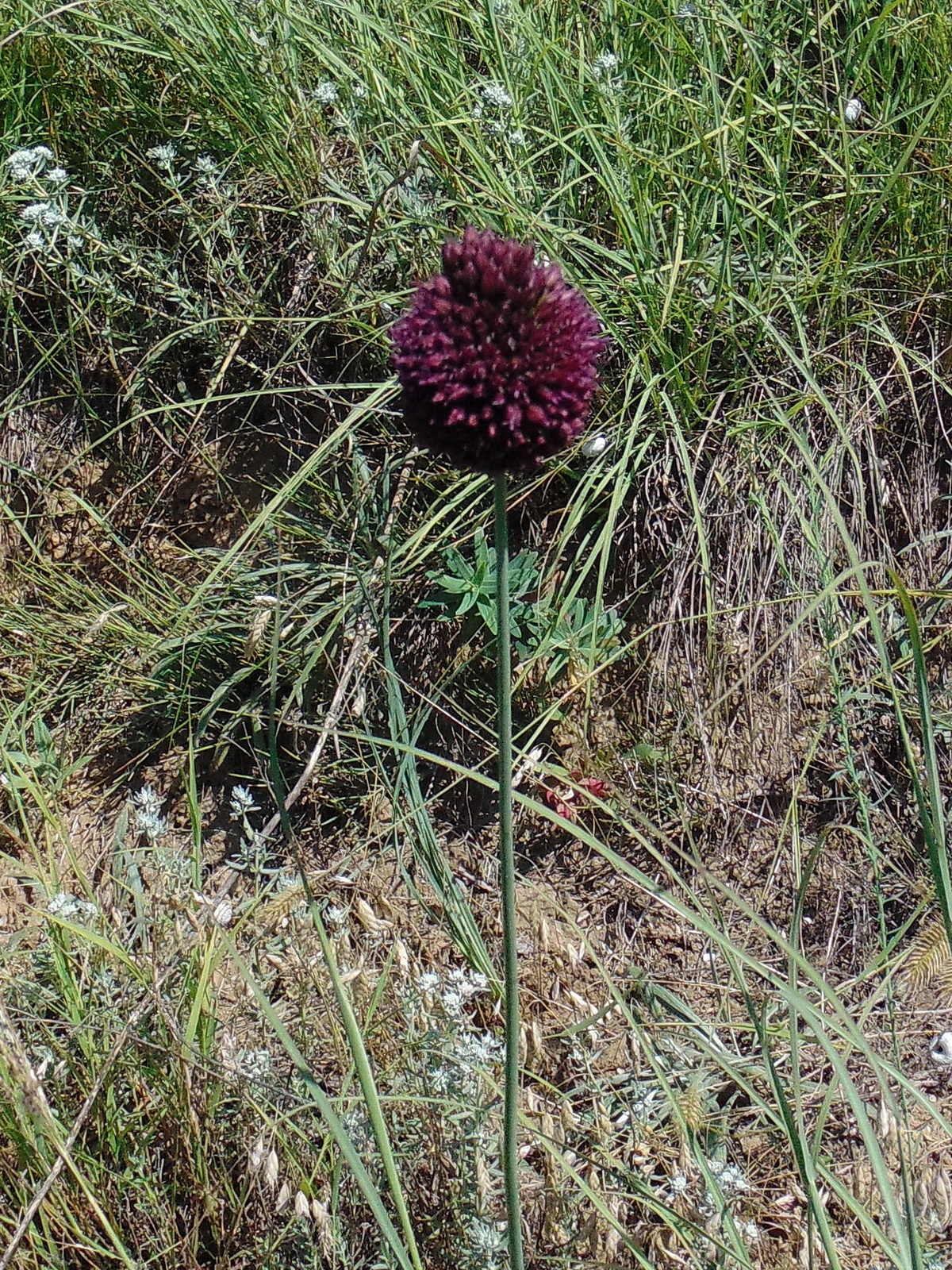
Серед цілинного степу
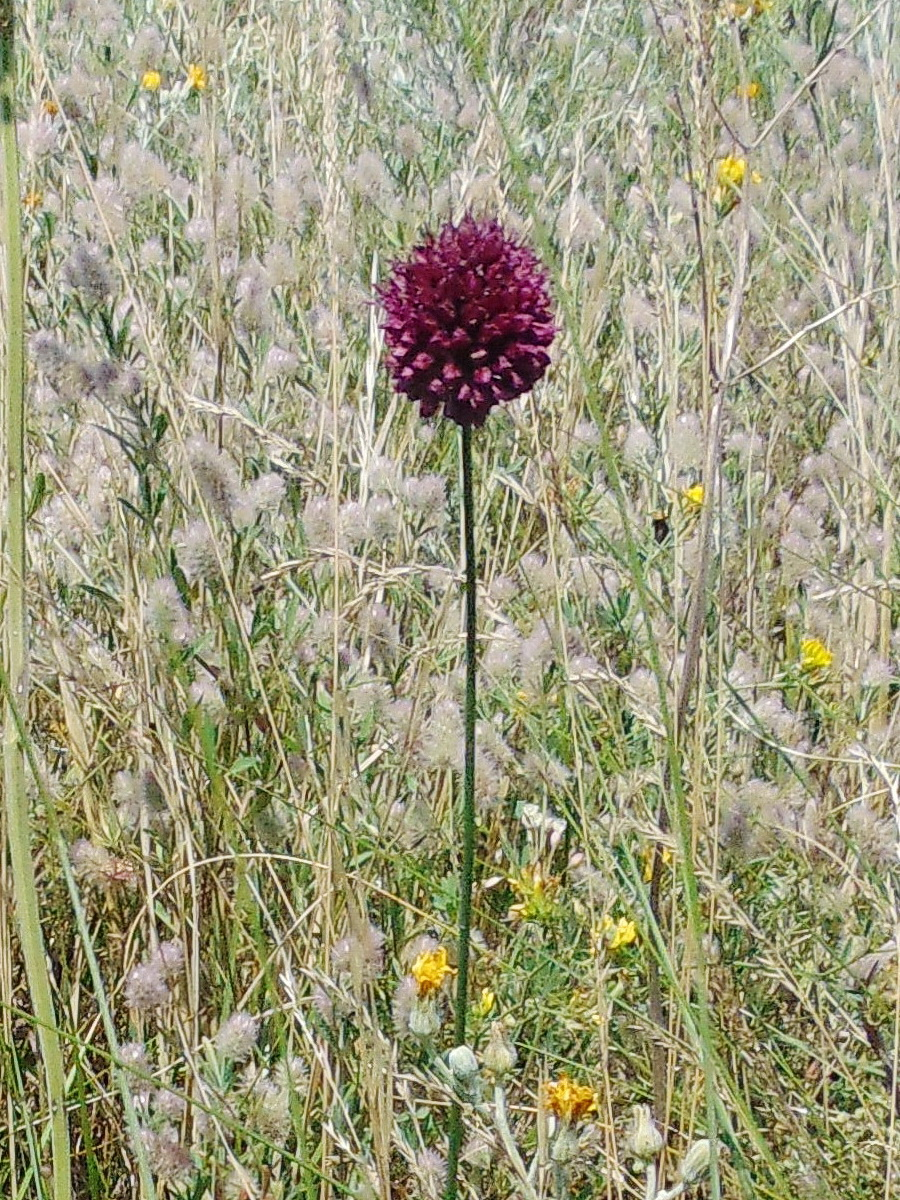
Серед петрофітного степу
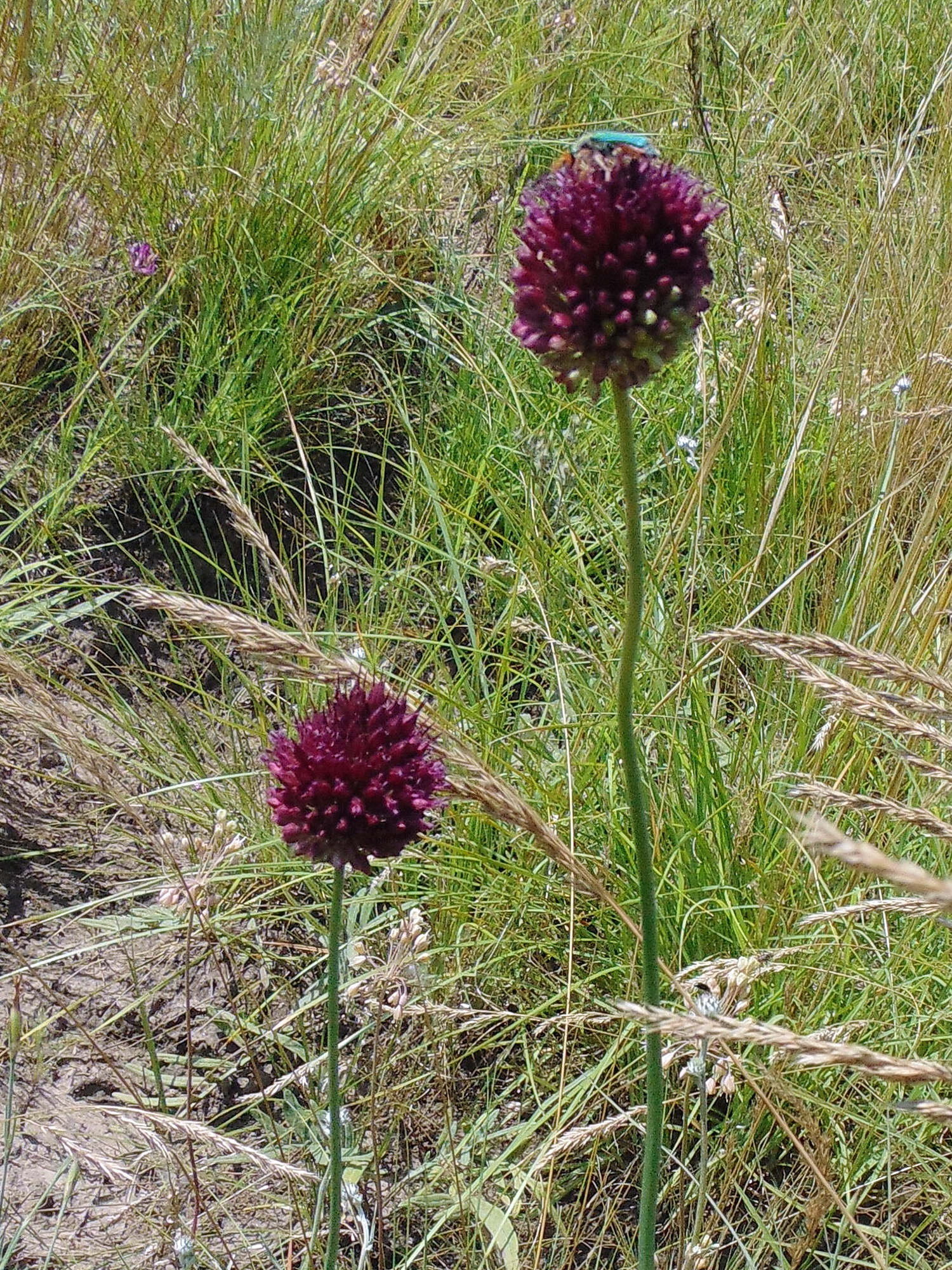
У балці поблизу Дніпра
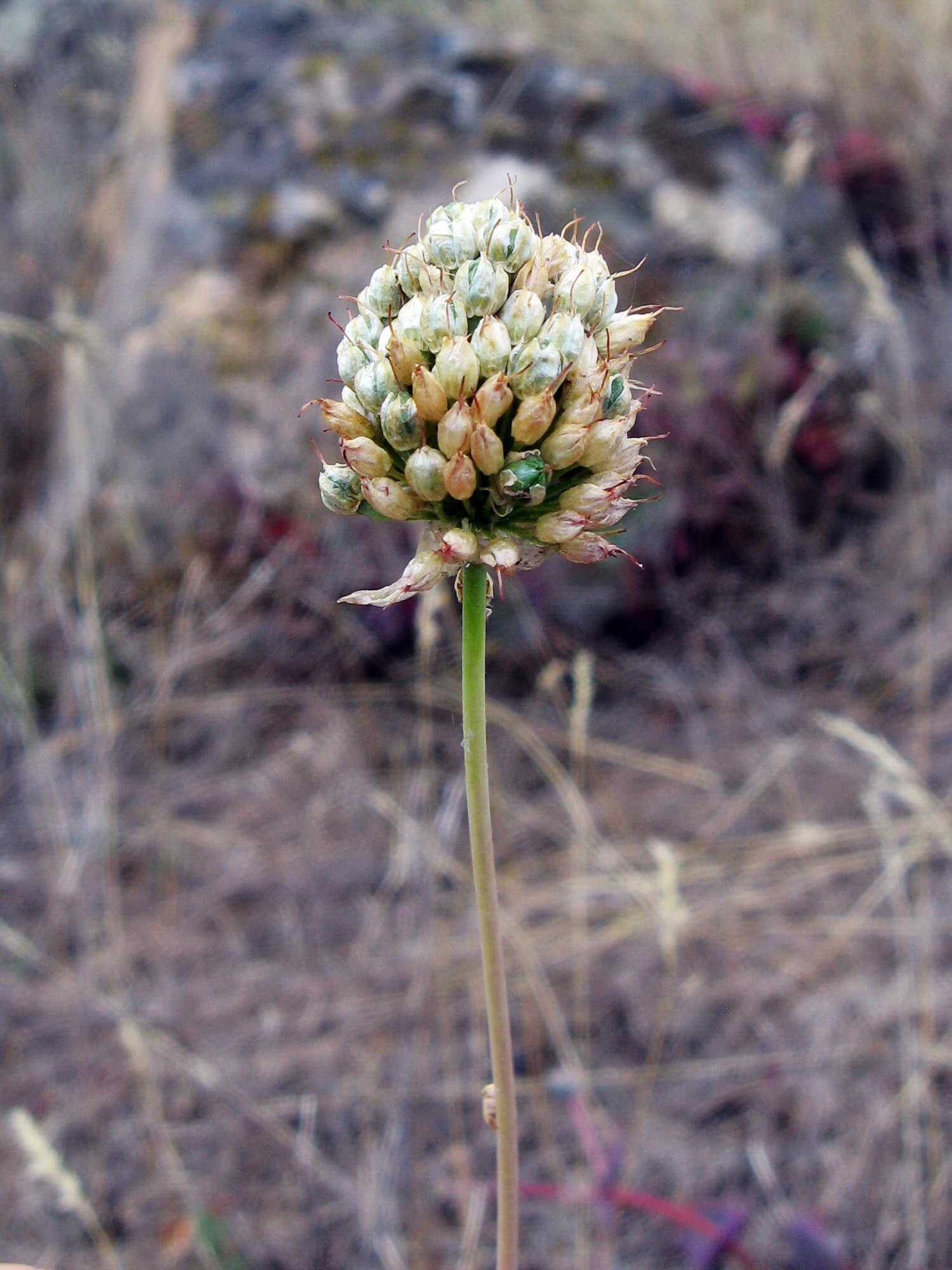
На околиці Хортицького житлового масиву
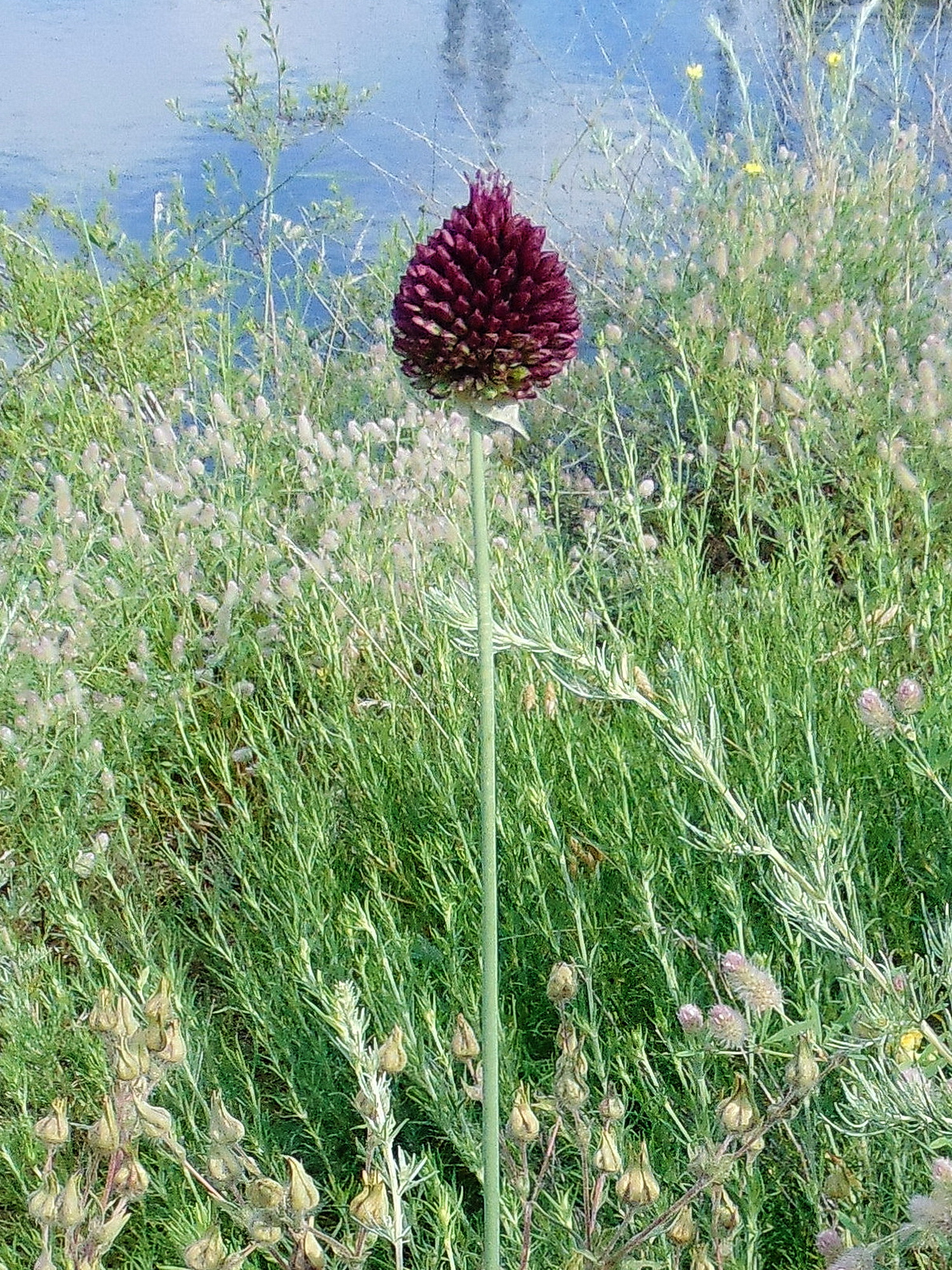
На о.Хортиця

Запорізьке Правобережжя 

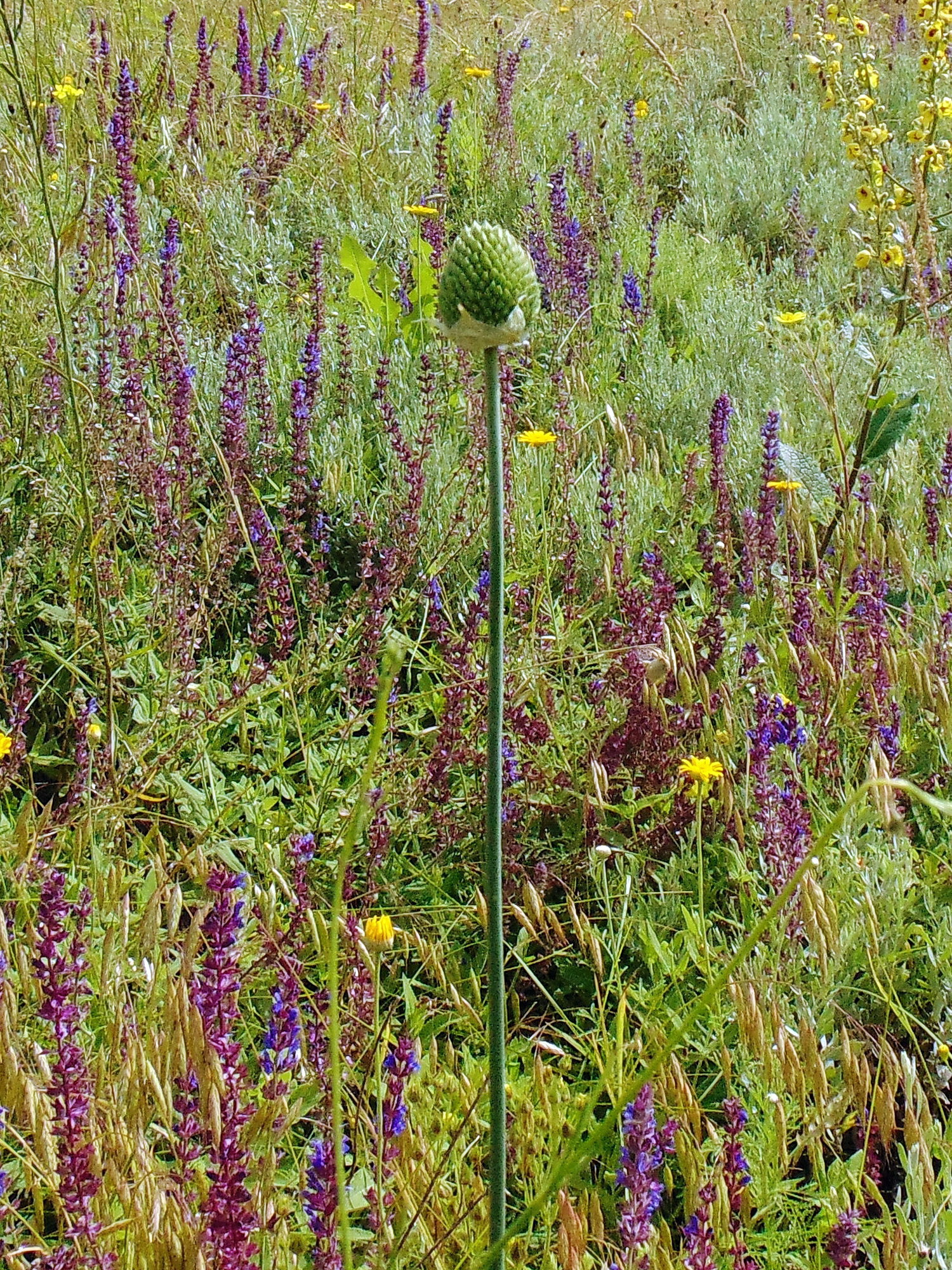
У балці Крилівка
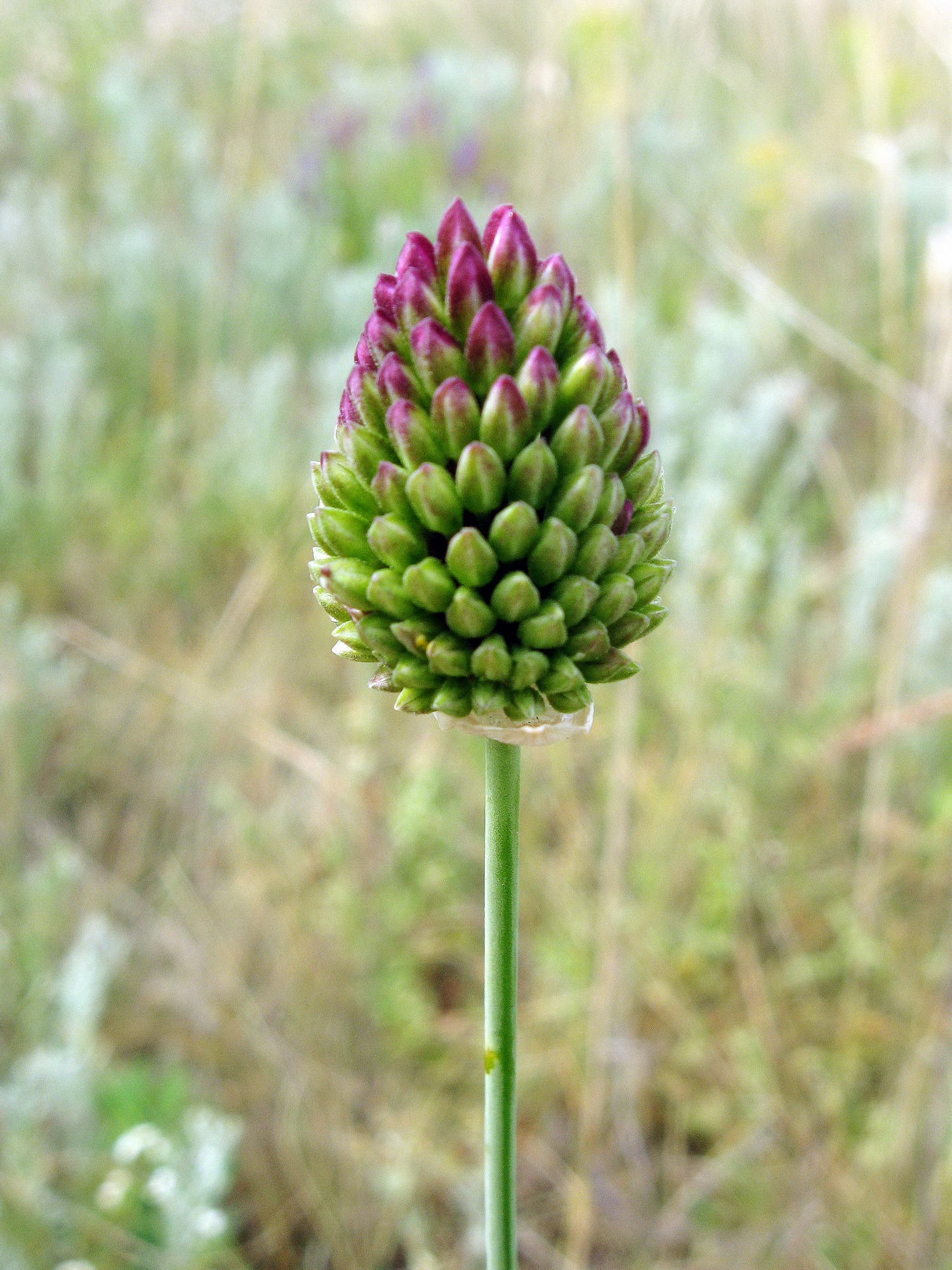
На початку цвітіння
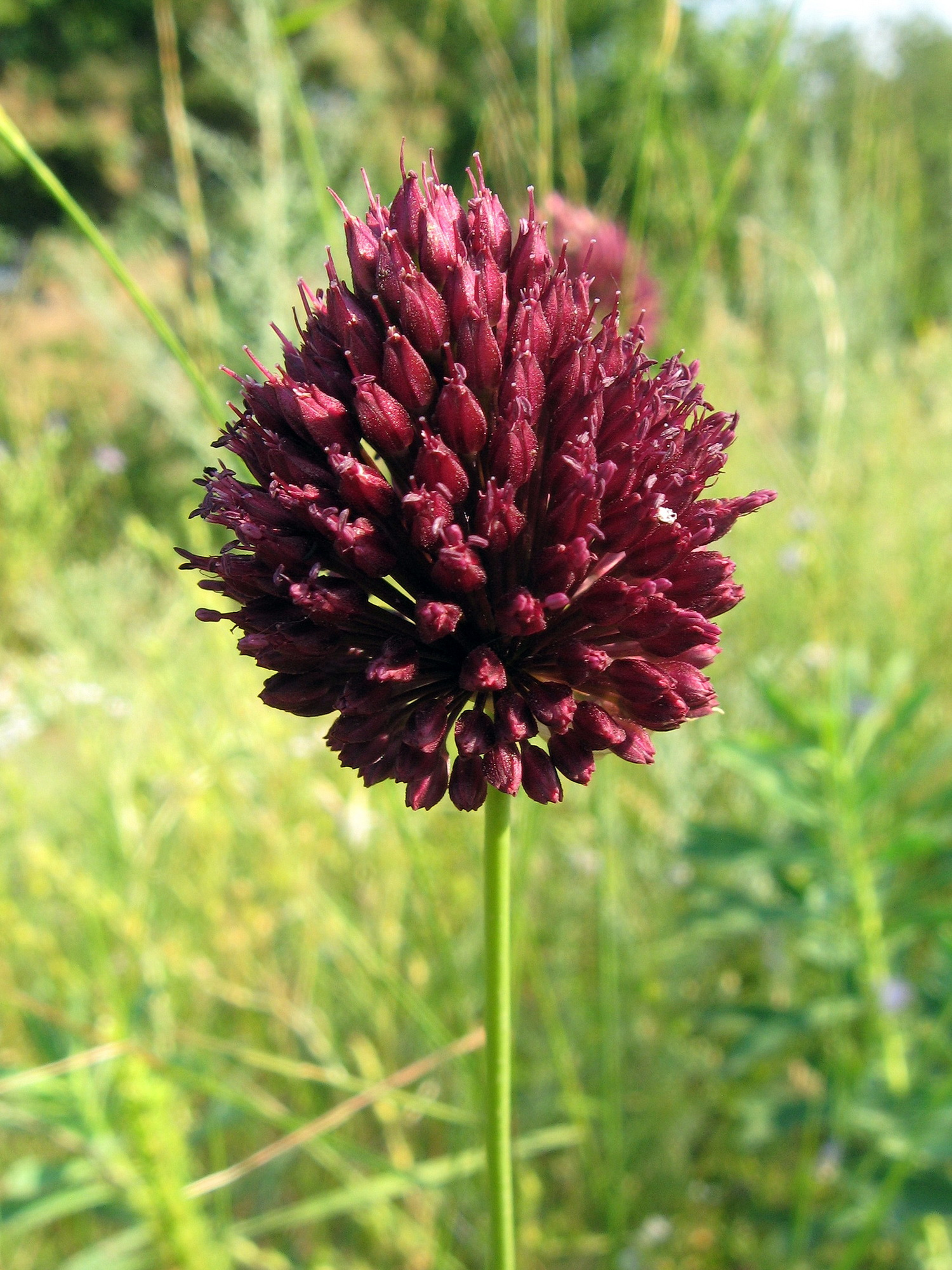
У балці Кайдацька. Масове цвітіння
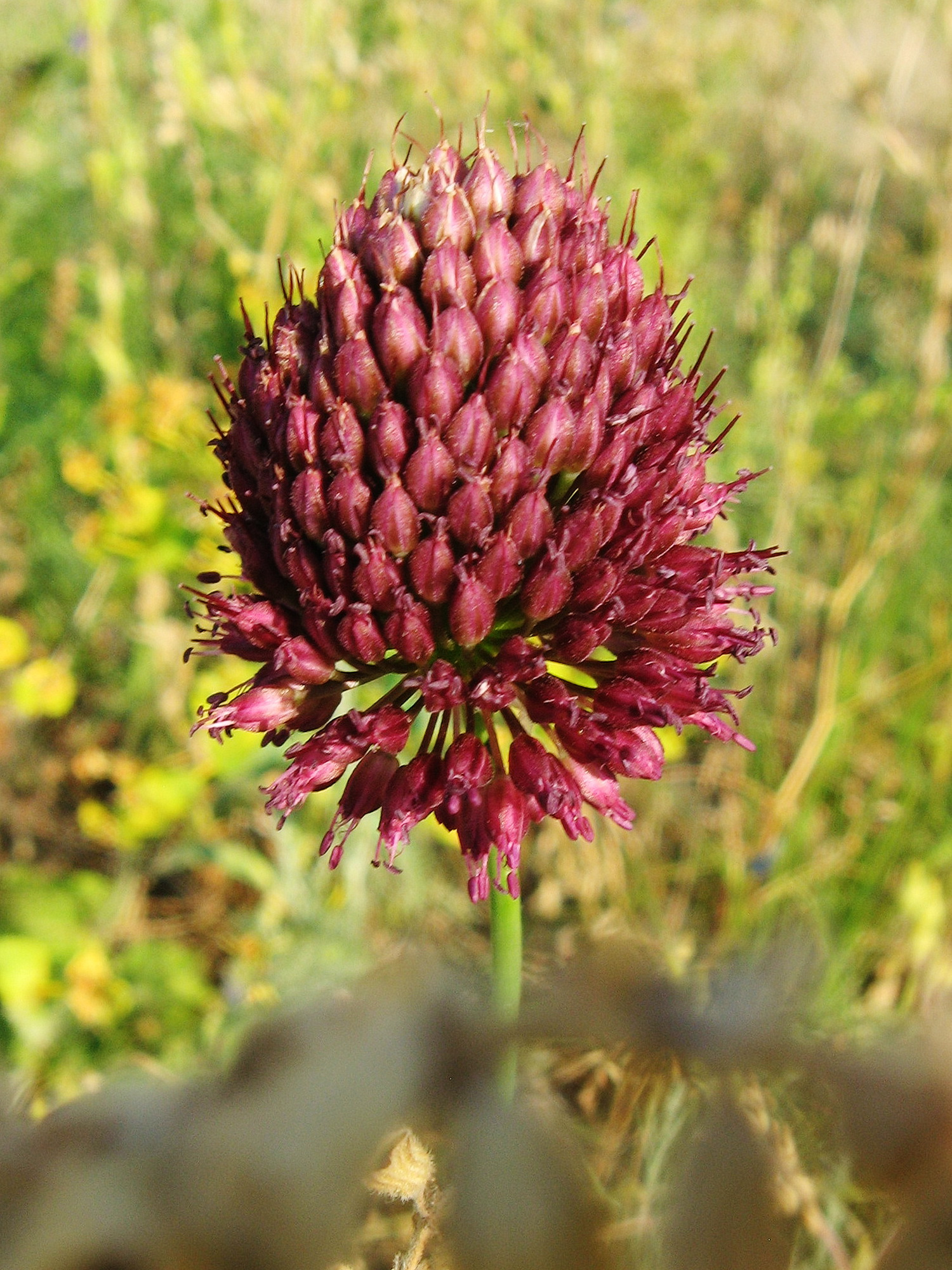
У заказнику «Верхів'я балки Канцерівська»
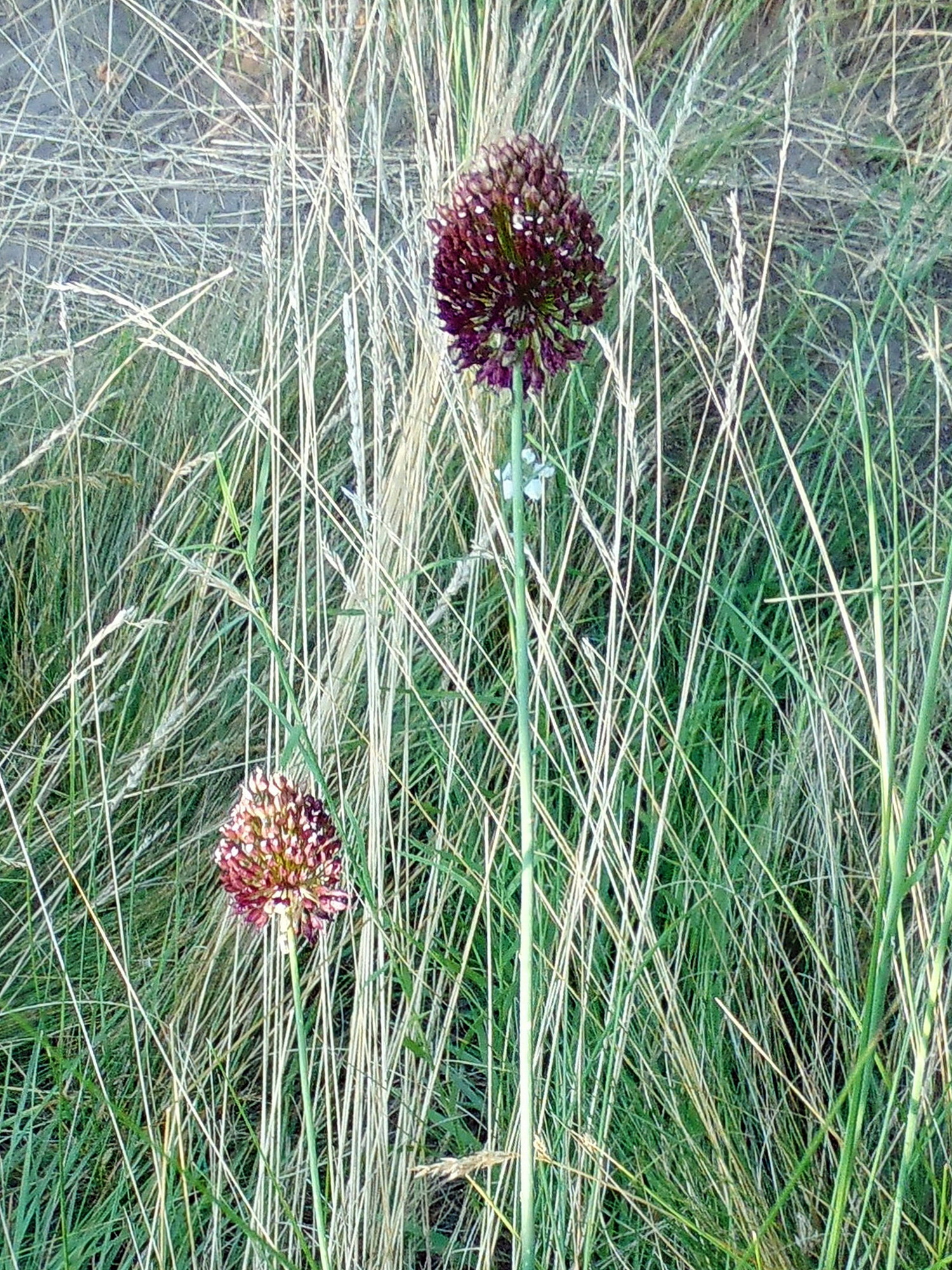
У долині р. Середня Хортиця
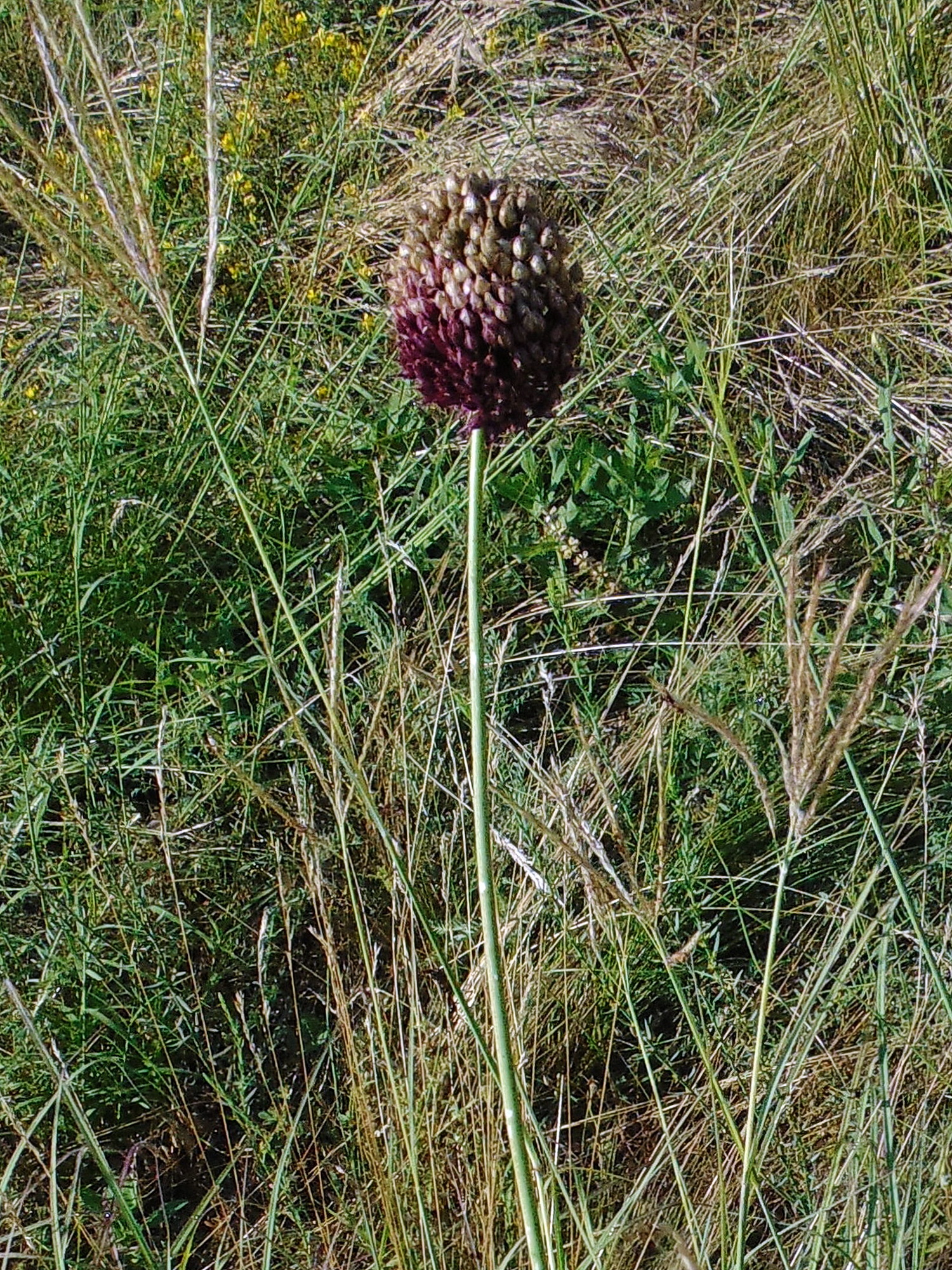
Кінець цвітіння